# Saint-Martin-des-Noyers
Saint-Martin-des-Noyers  es una población y comuna francesa, en la región de Países del Loira, departamento de Vendée, en el distrito de La Roche-sur-Yon y cantón de Les Essarts.

## Demografía
| 1 671 | 1 655 | 1 769 | 1 867 | 1 953 | 2 003 | 2152 |
| Para los censos de 1962 a 1999 la población legal corresponde a la población sin duplicidades (Fuente: INSEE [Consultar]) |       |       |       |       |       |      |